# 王國 (萬曆進士)
王國（1551年—？），字之楨，陝西西安府耀州（今陝西省銅川市耀州區）人，明朝政治人物。禮部尚書王圖之兄。

## 生平
萬曆元年（1573年）癸酉科陝西鄉試第三十八名。萬曆五年（1577年）登丁丑科進士。選翰林院庶吉士，改浙江道監察御史，出視畿輔屯田，清理成國公朱允禎吞併民田。曾舉薦王錫爵、陸樹聲、胡執禮、耿定向、海瑞、胡直、顏鯨、魏允貞。後出督南畿學政，因病歸。
後獲起用，掌河南道。因與御史馬允登相毆，吏部尚書楊巍上聞，萬曆十五年（1587年），改外任四川副使，稱病歸里。久之，起故官，蒞山西。萬曆二十一年（1593年），改督河南學政，遷山東參政。召為太僕寺少卿。萬曆二十三年（1595年），復出任山西副使，萬曆二十六年（1598年），任南京鴻臚寺卿。萬曆二十七年（1599年），任南京太常寺卿。萬曆三十五年（1607年），任南京太僕寺卿。萬曆三十六年（1608年），任南京太常寺卿。萬曆三十七年（1609年），任南京通政使。同年，以兵部右侍郎兼右僉都御史巡撫保定。後進右都御史，巡撫如故。以剛介，為黨人所忌，因被彈劾乞求致仕歸鄉。

## 家庭
曾祖父王永寧，曾任陰陽官；祖父王宗仁，曾任壽官；父王邦憲，曾任山東萊州府通判。嫡母雷氏；嫡母左氏；生母党氏。重庆下。弟王田、王圖（贡士）、王萃。有子王淑璟。